# Hanumapura, Kadur
Hanumapura là một làng thuộc tehsil Kadur, huyện Chikmagalur, bang Karnataka, Ấn Độ.